# 비자금
비자금(秘資金, slush fund, black fund)은 적절히 회계에 잡히지 않는 자금으로, 이를테면 부패나 불법을 목적으로, 특히 정치 분야에서 사용되는 돈이다. 이러한 자금은 합법적인 목적에 사용되는 돈과 구별되어 보이지 않게 관리된다. 비자금은 특별 대우, 사전 정보(예: 금융 거래 중 비공개 정보), 기타 서비스의 답례로 영향력이 있는 인물에게 조심스럽게 대가를 지불하려는 노력으로 정부나 기업 공무직에 의해 사용될 수 있다. 이러한 자금은 그 자체로는 기밀로 유지되지 않을 수 있으나 자금의 출처라든지 어떻게 자금이 인수되었고 무슨 목적으로 사용될 것인지에 대해서는 은폐될 수 있다. 정부 활동에 영향을 미치는 비자금의 사용은 민주주의의 체제 전복으로 간주될 수 있다.

## 개요
무역과 계약 등의 거래에서 관례적으로 발생하는 리베이트(사례금)와 커미션, 그리고 회계처리의 조작으로 인해 생겨난 부정한 돈을 세금추적이 불가능하도록 특별관리해 둔 자금을 통틀어 말한다. 대한민국에서 '비자금'이라는 용어는 1987년 4월 범양상선의 불법 외화유출사건에 대한 국세청의 발표에서 이 말이 처음 사용되었다. 비자금은 비밀적립금이라고도 부르는데 기업의 공식적인 재무제표 감사에서도 쉽사리 드러나지 않는다. 외형누락과 순이익 조작 등으로 탈세 및 외화유출을 행하는 업체가 많다.

## 같이 보기
- OECD 뇌물방지협약